# UFC 296
UFC 296: Edwards vs. Covington è stato un evento di arti marziali miste tenuto dalla Ultimate Fighting Championship il 16 dicembre 2023 alla T-Mobile Arena di Las Vegas, negli Stati Uniti.

## Risultati
|                                        | Divisione            |                       |                 |                  | Metodo                                  | Round           | Tempo           | Premio          |
| Card Principale                        | Card Principale      | Card Principale       | Card Principale | Card Principale  | Card Principale                         | Card Principale | Card Principale | Card Principale |
| -------------------------------------- | -------------------- | --------------------- | --------------- | ---------------- | --------------------------------------- | --------------- | --------------- | --------------- |
| Sfida valida per il titolo di campione | Pesi welter          | Leon Edwards (c)      | batte           | Colby Covington  | Decisione unanime (49–46, 49–46, 49–46) | 5               | 5:00            |                 |
| Sfida valida per il titolo di campione | Pesi mosca           | Alexandre Pantoja (c) | batte           | Brandon Royval   | Decisione unanime (50–45, 50–45, 49–46) | 5               | 5:00            |                 |
|                                        | Pesi welter          | Shavkat Rakhmonov     | batte           | Stephen Thompson | Sottomissione (rear-naked choke)        | 2               | 4:56            |                 |
|                                        | Pesi leggeri         | Paddy Pimblett        | batte           | Tony Ferguson    | Decisione unanime (30–27, 30–27, 30–27) | 3               | 5:00            |                 |
|                                        | Pesi piuma           | Josh Emmett           | batte           | Bryce Mitchell   | KO (pugno)                              | 1               | 1:57            | POTN            |
| Card Preliminare                       |                      |                       |                 |                  |                                         |                 |                 |                 |
|                                        | Pesi mediomassimi    | Alonzo Menifield      | batte           | Dustin Jacoby    | Decisione unanime (29–28, 29–28, 29–28) | 3               | 5:00            |                 |
|                                        | Pesi gallo femminili | Irene Aldana          | batte           | Karol Rosa       | Decisione unanime (29–28, 29–28, 29–28) | 3               | 5:00            | FOTN            |
|                                        | Pesi gallo           | Cody Garbrandt        | batte           | Brian Kelleher   | KO (pugno)                              | 1               | 3:42            |                 |
|                                        | Pesi mosca femminili | Ariane Lipski         | batte           | Casey O'Neill    | Sottomissione (armbar)                  | 2               | 1:18            | POTN            |
|                                        | Pesi mosca           | Tagir Ulanbekov       | batte           | Cody Durden      | Sottomissione (face crank)              | 2               | 4:25            |                 |
|                                        | Pesi piuma           | Andre Fili            | batte           | Lucas Almeida    | KO tecnico (pugni)                      | 1               | 3:32            |                 |
|                                        | Pesi massimi         | Shamil Gaziev         | batte           | Martin Buday     | KO tecnico (pugni)                      | 2               | 0:56            | POTN            |

## Premi
I lottatori premiati ricevettero un bonus di 50.000 dollari.
Legenda:
- FOTN: Fight of the Night (vengono premiati entrambi gli atleti per il miglior incontro dell'evento)
- POTN: Performance of the Night (viene premiato il vincitore per la migliore performance dell'evento)